# Kipfenberg (Bodenwöhr)
 Kipfenberg  ist eine Einöde in der Gemeinde Bodenwöhr im Oberpfälzer Landkreis Schwandorf (Bayern).

## Geografie
Kipfenberg liegt im Osten von Bayern in der Oberpfalz im Naturpark Oberer Bayerischer Wald, etwa einen Kilometer westlich der Staatsstraße 2398 von Neunburg vorm Wald nach Bodenwöhr. Die Einöde liegt auf 415 Meter Höhe. 

## Gemeindezugehörigkeit
Zur Gemeinde Taxöldern gehörten die Orte und Einöden Kipfenberg, Höcherhof, Pingarten, Turesbach und Ziegelhütte. Am 1. Juli 1972 wurde die Gemeinde Taxöldern im Zuge der Gebietsreform aufgelöst und wurde mit ihren Ortsteilen Kipfenberg, Höcherhof, Pingarten, Turesbach und Ziegelhütte in die Gemeinde Bodenwöhr eingegliedert.